# Sennhütte (Tübingen)

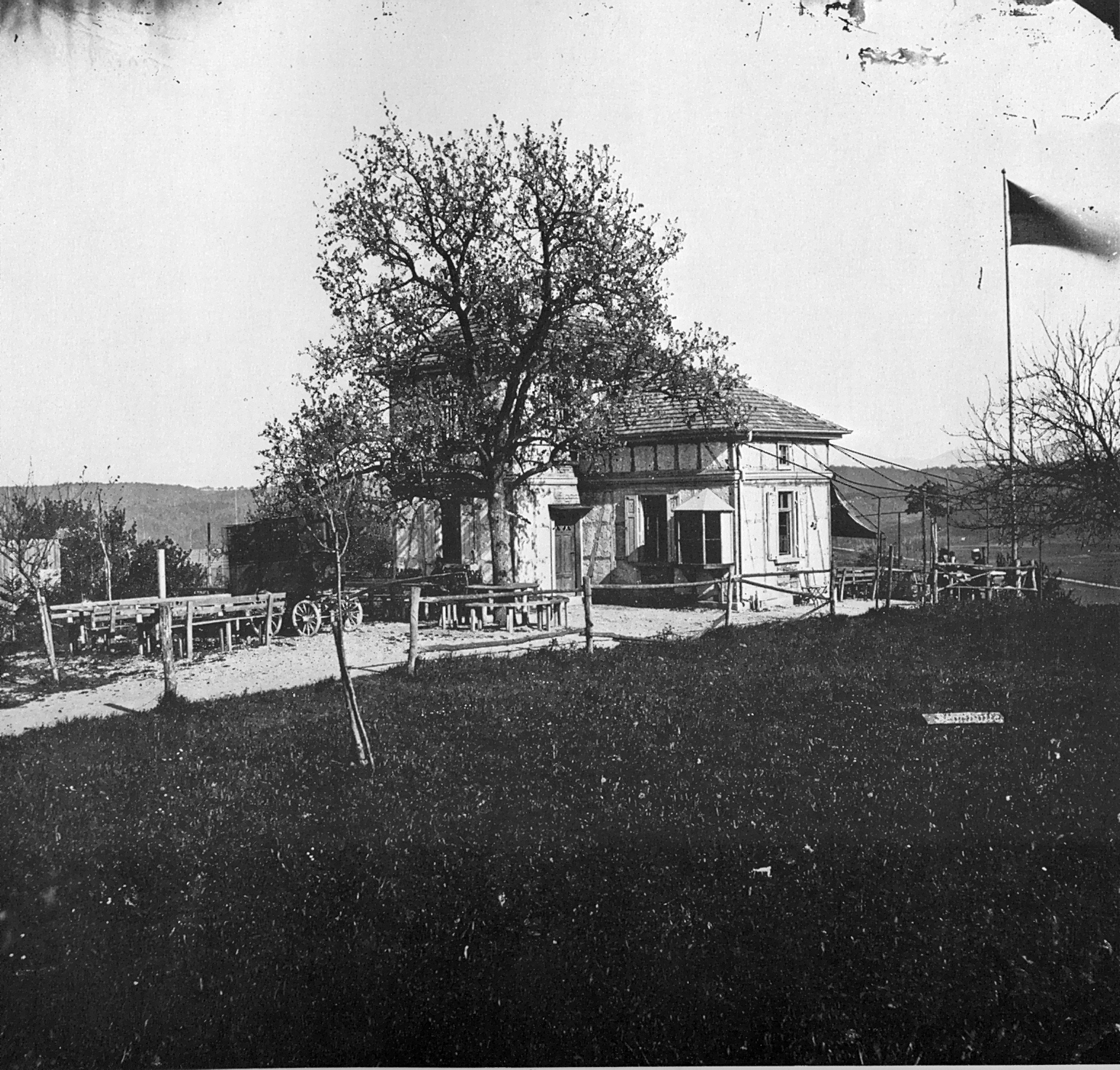
Sennhütte mit Sinners mobiler Dunkelkammer und speziellem Pferdewagen, Foto von Paul Sinner, um 1870

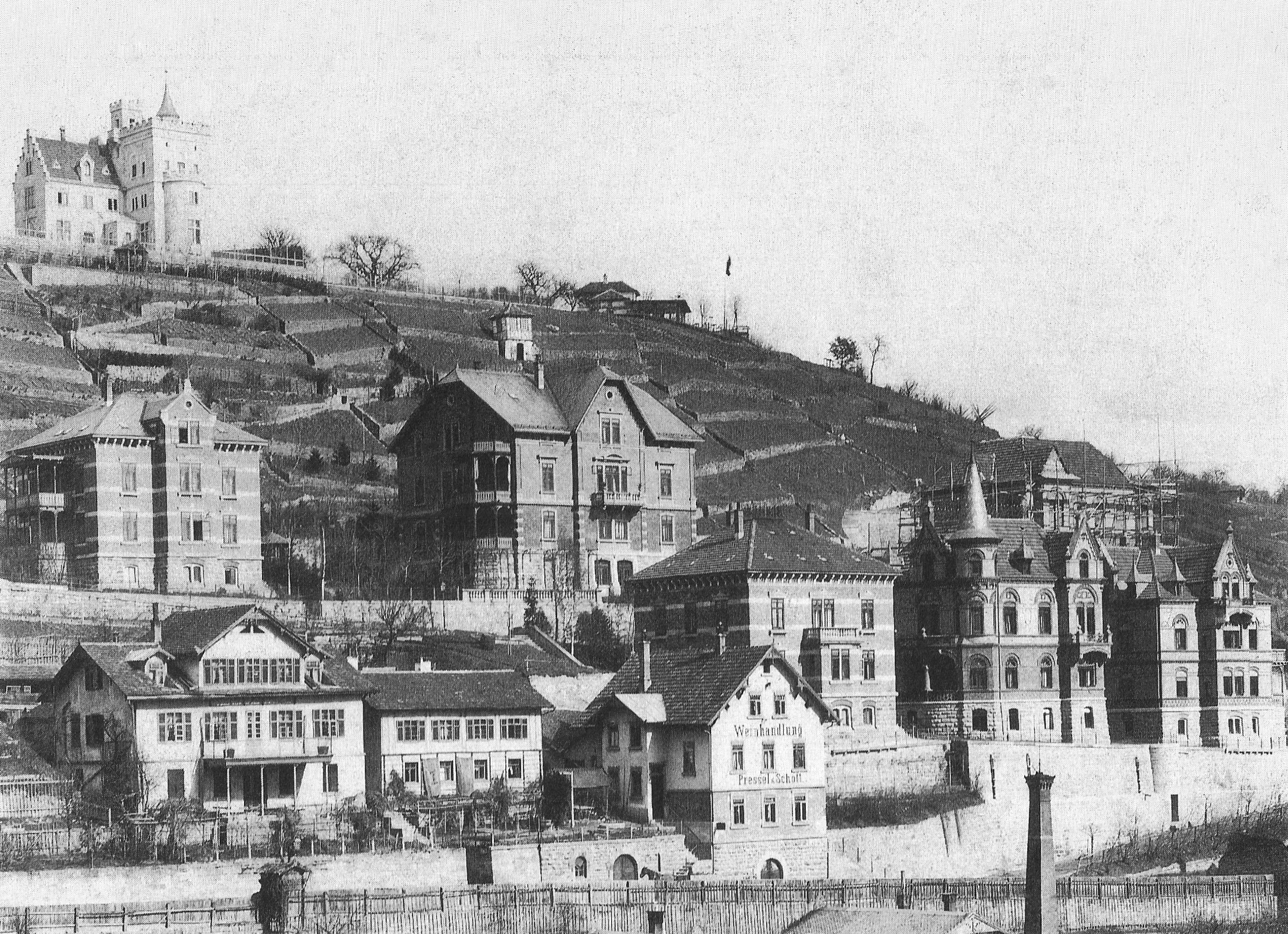
Blick auf Österberg von der Gartenstraße aus, 1894. Oben sind links das Rhenanenhaus und rechts die Sennhütte zu sehen.

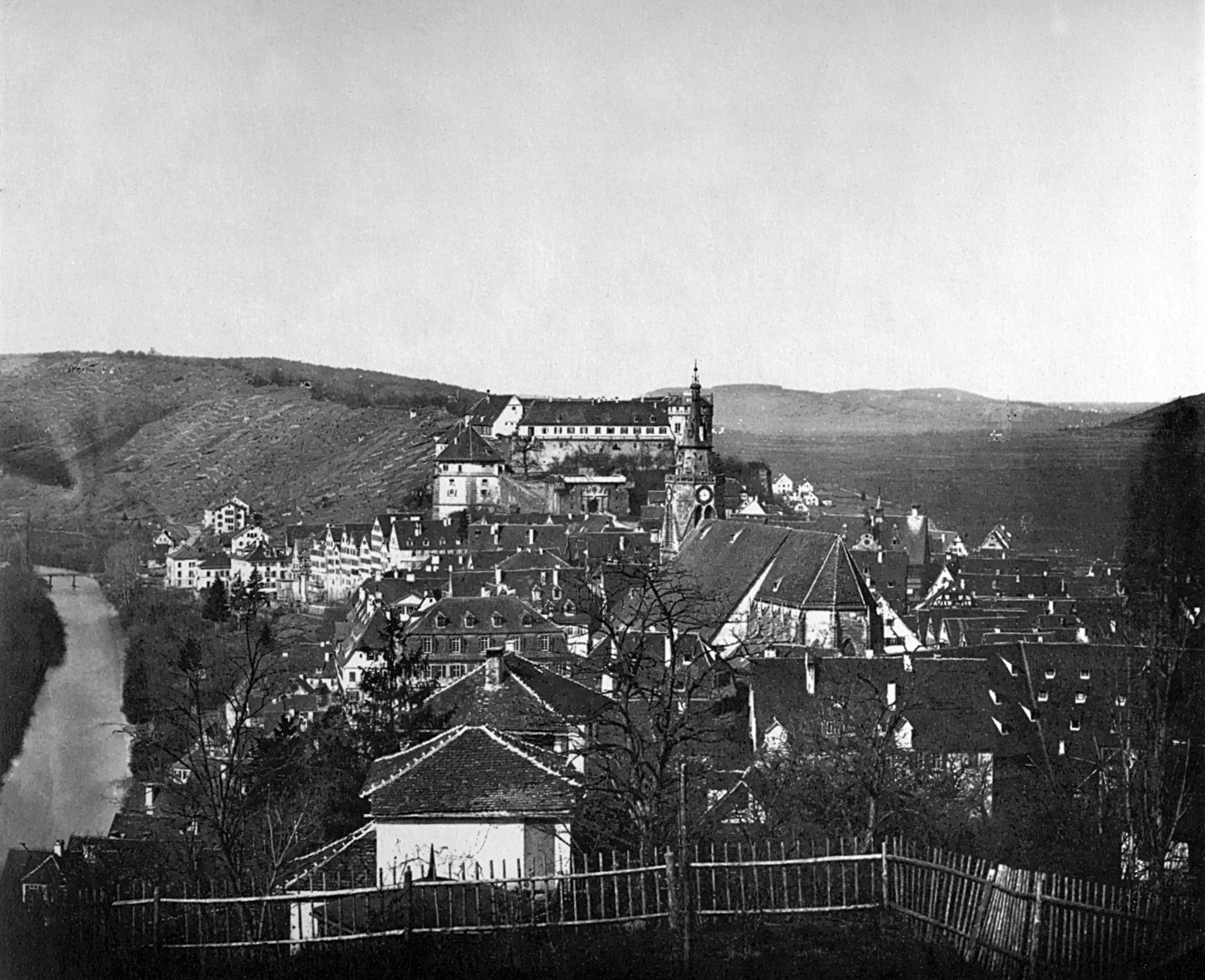
„Blick von der Sennerei auf Tübingen“ über die Wielandshöhe, Foto von Paul Sinner, 1875

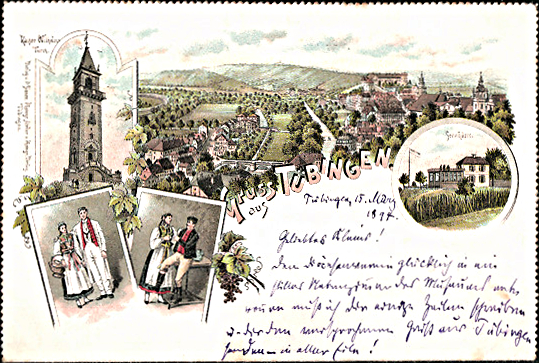
Ansichtspostkarte „Gruß aus Tübingen“ von Paul Sinner, die seine Fotografien nutzt: Sennhütte, Kaiser-Wilhelm-Turm, Ausblick auf Tübingen von der Sennhütte aus und zwei Paare in Trachten (Farblithographie, um 1891–1894)

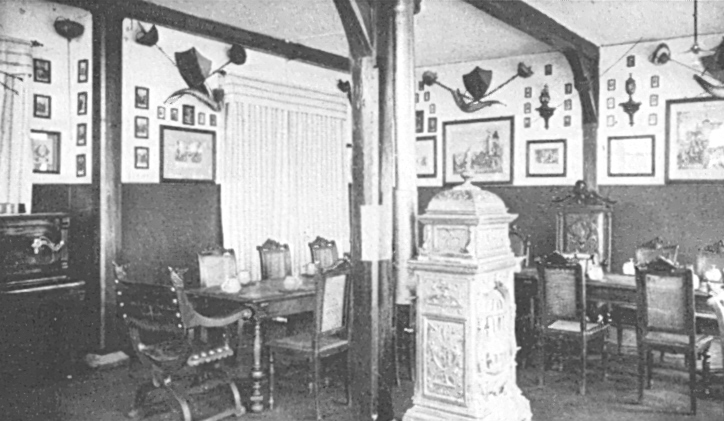
Die Sennhütte als Interimskneipe des Corps Rhenania, Foto von Julius Wilhelm Hornung, 1911

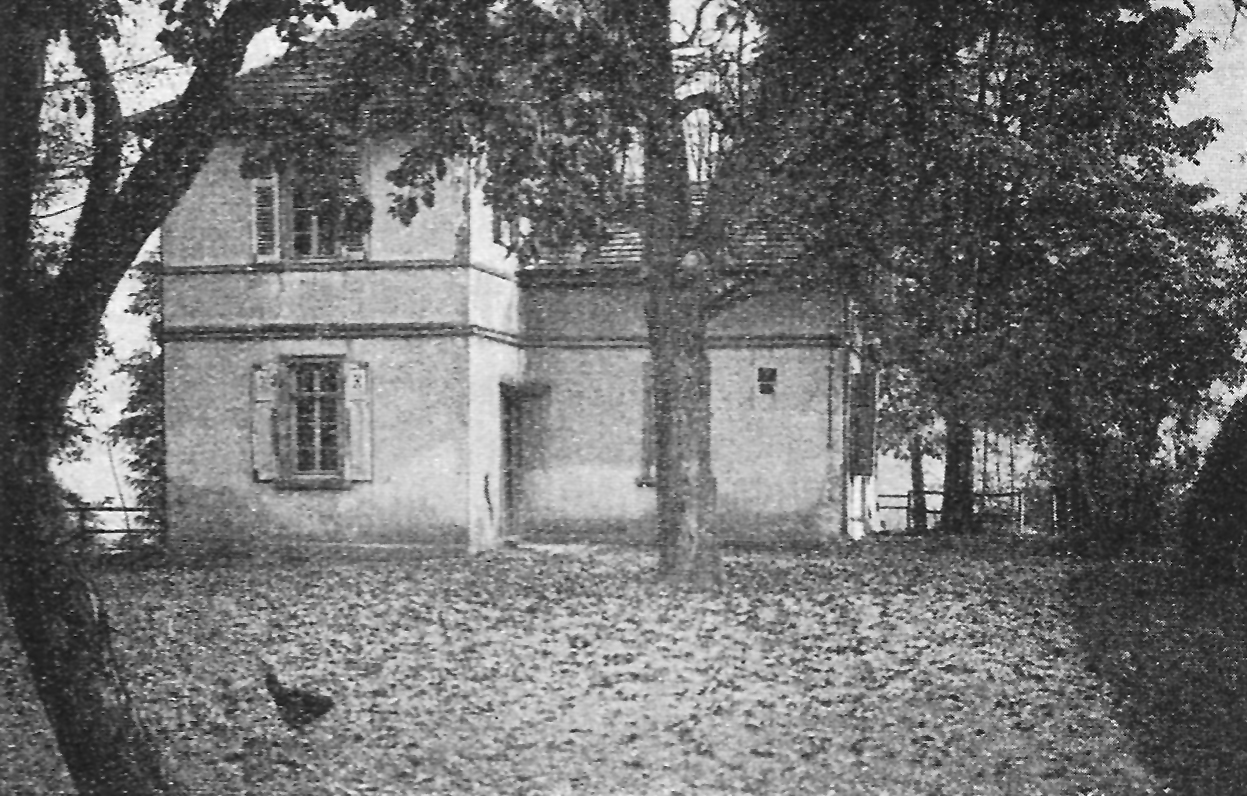
Außenansicht von Sennhütte um 1911

Die Sennhütte war eine Ausflugsgaststätte auf dem Österberg in Tübingen.

## Lage
Die Sennhütte lag auf dem der Stadt zugewandten, relativ flachen Ausläufer des Österbergs, auf dem auch der Aussichtspunkt Wielandshöhe liegt. Aus der heutigen Sicht befand sie sich in der südöstlichen Ecke des Grundstücks des Corps Rhenania, direkt westlich des Verbindungshauses der Landsmannschaft Ulmia.

## Geschichte

### Paul Sinner
Das Grundstück bei der Wielandshöhe kaufte wohl Ende 1860er Jahre der Tübinger Fotograf Paul Sinner. Auf diesem Grundstück ließ er ein geräumiges Gartenhaus errichten, das seinem Vater als Alterssitz diente. Auf dem Grundstück selbst trocknete Sinner angeblich seine nassen Fotoplatten. 1876, wohl nach dem Tod des Vaters, ließ Sinner das Haus umfunktionieren und machte es für die Öffentlichkeit als Ausflugsgaststätte zugänglich. Zu dieser Nebentätigkeit fühlte sich Sinner gezwungen, weil er sich überwiegend mit dem Zweig der Fotografie befasste, der nicht so große Gewinne abwarf wie die Porträtfotografie, nämlich mit der Landschafts- und Trachtenfotografie, und andererseits eine sich vergrößernde Familie zu ernähren hatte. Die Gastwirtschaft führte seine Frau, eine Metzgertochter, Wilhelmine geb. Kienle (1839–1933). Die Sennhütte war schon früher ein beliebtes Spazierziel und nach der Eröffnung der Gaststätte, die einen hervorragenden Blick auf Tübingen bot, und – nicht zuletzt aufgrund der löblichen Erwähnungen in der „Tübinger Chronik“ – wurde sie auf Anhieb zur beliebtesten Ausflugsgaststätte der Stadt. Deswegen beantragte Sinner 1878, sie deutlich zu vergrößern. 1879 wurde an das zweistöckige Häuschen ein Saal mit verglasten Wänden und darüber befindlicher Aussichtsterrasse angebaut, von wo aus seit 1880 die Gäste einen herrlichen Ausblick genießen konnten. Die Gaststätte wurde nicht nur wegen des prächtigen Ausblicks, sondern auch wegen der Küche gelobt. Sinners Frau führte sie eine längere Zeit. Danach wurde die Gaststätte an diverse Gastwirte verpachtet. Während der ganzen Zeit bis zum Verkauf an Rhenania wurde ein Fremdenbuch geführt, das ihre Beliebtheit beweist.

### Rhenania
In den Jahren 1885–1886 baute Rhenania in unmittelbarer Nähe der Sennhütte ihr Corpshaus. Da Rhenania sich später vergrößern wollte, und Paul Sinner aus Altersgründen auf die Weiterführung der Gaststätte, die damals Zur Sennhütte hieß, verzichten konnte, verkaufte er sie an Rhenania im Februar 1898 für 18000 Mark. Die Gaststätte wurde zunächst verpachtet und weiter betrieben, da die beiden Grundstücke – das der Rhenania und das der Sennhütte – von einem fremden Grundstück getrennt waren. Nachdem dieses Grundstück am 21. Dezember 1904 von Rhenania aufgekauft worden war, konnte sie die Vergrößerung und den Umbau des Corpshauses konkret planen. Der Pachtvertrag für die Sennhütte wurde zum 31. März 1905 beendet und sie wurde für die Öffentlichkeit für immer geschlossen. Das Gebäude stand zunächst leer, bis es im Sommersemester 1908 als Lesezimmer für die Rhenanen eingerichtet wurde.
Vom Mai 1911 bis Juli 1912 – während des Umbaus und der Vergrößerung des Corpshauses – diente die Sennhütte als Interimskneipe. Auch die aktiven Rhenanen wohnten in dieser Zeit in ihren engen Räumen. Die Glashalle diente in dieser Zeit als Speisezimmer und Kneipe, dort wurden auch die Seniorenkonvente abgehalten. Daneben war ein kleines Kaffeezimmer. Die Küche lag im ersten Stock. Trotz der Enge werden die Räume als „recht behaglich“ beschrieben, an die man sich später gern erinnerte. Der Hausmeister konnte während des ganzen Umbaus seine Wohnung im Turm des Corpshauses behalten, „wenn sie auch zeitweise nur durch eine lange Leiter für ihn und seine wohlbeleibte Frau erreichbar war.“ – Danach hatte die Sennhütte keine konkrete Verwendung mehr.
Zwischen 1945 und 1956 war die Sennhütte zusammen mit dem Corpshaus der Rhenania von der französischen Besatzungsmacht – wegen der aktiven Unterstützung des Nationalsozialismus durch ihre (ehemaligen) Mitglieder – beschlagnahmt. Im Corpshaus befand sich 1945–1952 der Sitz des französischen Gouverneurs für Württemberg-Hohenzollern General Pierre Koenig. Als 1956 Haus und Grundstück der Rhenania wieder in den Besitz des Corps kamen, war die Sennhütte baufällig geworden, und die früher beliebte Gaststätte musste abgebrochen werden.
Erst im Jahre 2000 wurde durch einen Zufall der sagenumwobene Kellereingang der Sennhütte in das Refugium der Inaktiven zu Anfang des 20. Jahrhunderts gefunden.